# Ай (город)
Ай (также Гай; Аия, ивр. עיה‎ (Неем. 11:31) и Аият; Аиаф, עית (Ис. 10:28)) — древний ханаанский город.
В Библии упоминается, как существовавший во времена Авраама (Быт. 12:8), завоёванный и разрушенный до основания Иисусом Навином, но в эпоху Исаии, по-видимому, снова отстроенный (Исаия. 10:28). Городские жители числились среди возвратившихся из Вавилонского плена (Езд. 2:28; Неем. 7:32); ко времени же Иеронима и Евсевия от города оставались лишь одни развалины.

## География
Существует несколько версий о точном расположении города.
Согласно библейскому тексту, Ай находился вблизи Вефиля (Бет-Эля) и Бет-Авена, несколько восточнее первого и к северу от Михмаса (Нав. 12:9; Нав. 7:2), близ этого города находились две долины — одна к северу, другая к западу от него (Нав. 8:11). Город находился к востоку от Вефиля, в часе ходьбы от него, и в трёх милях от Иерихона.
В XIX веке на этом месте находились развалины, которые арабы называют «Хурбат Мединат Гаи» (то есть «развалины города Гая»).
Некоторые исследователи Святой Земли, ссылаясь на Иеремию (Иер. 49:3), где упоминается город такого же имени между городами бывшей страны Моавитской, полагали, что существовал другой город Ай, на востоке от Иордана; но С. Мунк в своей работе «Palèstine» заметил, что в указанном месте Иеремии следует читать не Ай, а Ар — столичный город Моава.
Наиболее распространена идентефикация города с теллем Et-Tell (Khirbet Haijah), однако раскопки датируют полное разрушение этого города XXIV веком до н. э., что не сооветстует времени появления в Ханаане евреев во главе с Иисусом Навином (XIII в. до н. э. по оценкам большинства историков).
Другой вариант идентефикации библейского Ая — Хирбет аль-Макатир.

## Одноимённые города
- Ай (Гай) — аммонитский город, лежавший севернее или западнее Хешбона (Иер. 49:3). О нём сведений в Библии нет. По мнению Ротштейна, Kautzsch’а и Корнилля (в «The Sacred Books of the Old Testament»), основывающихся на чтении Графа, этот город есть не Гай, но Ар, ער (ср. Ис. 15:1)[1].
- Ай (Гай) — пограничный пункт Эфраимского удела неизвестного местонахождения (1Пар. 7:28)[1].